# Àmpel

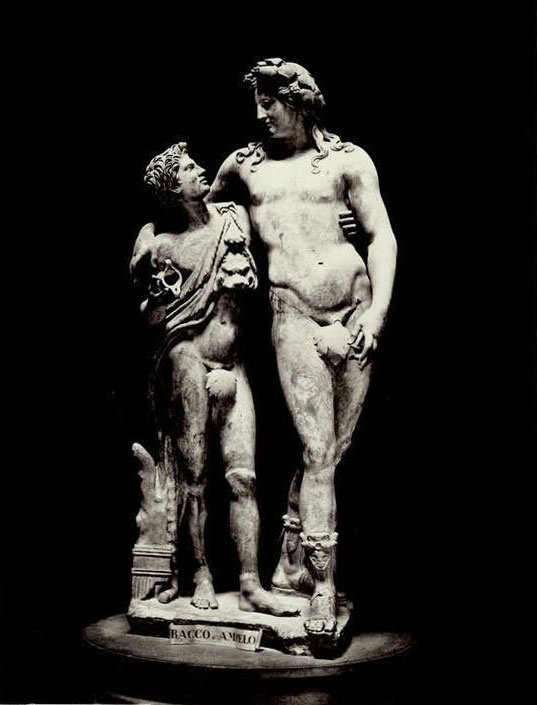
Giorgio Sommer, (1834-1914) - n. 1806 - Bacco e Ampelo (Florència)

Àmpel (en grec antic Ἄμπελος, "cep de vinya"), va ser, segons la mitologia grega, un jove sàtir, estimat de Dionís. Era fill d'un sàtir i d'una nimfa. Normalment a les estàtues clàssiques, se'l representa al costat del déu.
Segons Nonnos a les Dionisíaques, Àmpel viu a Lídia. Acompanya sempre Dionís i per atreure l'atenció del seu amant, puja a cavall de tigres, ossos i lleons. Dionís li va dir, però, que es guardés de les banyes dels braus. A petició d'Hera, la deessa Ate, l'Error, que era a Frígia perquè Zeus, enfadat amb ella, l'havia precipitat allà, es va presentar a Àmpel en forma d'un sàtir jove, i li va aconsellar que provés de cavalcar un toro, i convencent-lo que amb això es guanyaria la predilecció de Dionís i la possibilitat de guiar el seu carro, que llavors portava Maró. Àmpel va caure i es trencà el coll. Dionís el va transformar en cep i de la seva sang en va fer vi.
Ovidi el fa també fill d'un sàtir i d'una nimfa i estimat per Dionís. El déu li regalà una vinya. Els ceps, carregats de raïm, penjaven d'un om. El jove va voler agafar el raïm, va pujar a l'arbre i va caure i es va matar. Dionís el va transformar en constel·lació.